# Aviazione imperiale etiope
La Imperial Ethiopian Aviation fu l'aeronautica militare dell'Impero d'Etiopia la quale operava con i caccia di costruzione polacca PZL 24. Questi caccia sarebbero stati usati nella guerra d'Etiopia contro i bombardieri italiani Caproni Ca.133.